# Рассвет (малый ракетный корабль)
«Рассвет» — малый ракетный корабль проекта 1234.1 Северного флота России.

## Строительство
Корабль заложен на стапеле Ленинградского Приморского СРЗ  29 сентября 1986 года (заводской номер 79), спущен на воду 22 августа 1988 года, принят от промышленности 28 декабря 1988 года. Зимовал в Лиепае. В июне 1989 года переведён по внутренним водным путям из Балтийского моря в Белое и перешёл из Беломорска к месту постоянного базирования в губе Долгая Западная (п. Гранитный).

## Служба
В составе 292 днмрк 55 бррк КолФлРС СФ с базированием в губе Долгая Западная, затем  - 294 днмрк 55 бррк с базированием в губе Девкина Заводь губы Печенга (п. Лиинахамари).
26 июля 1992 года на корабле поднят Андреевский флаг.
С расформированием в 1994 году 55 бррк в составе образованного на её основе 108 отдельного дивизиона МРК КолФлРС переведён к новому месту базирования в Екатерининскую гавань (г. Полярный). Затем - в составе 108 днмрк 7 брнк КолФлРс. Позже - в составе Тактической группы малых ракетных кораблей 7 брковр КолФлРС.
4 апреля 1995 года выполнил 6-ти ракетный залп главным комплексом.
30 августа 1995 года впервые в истории малых ракетных кораблей выполнил ракетную стрельбу с защищённой огневой позиции в проливе Малый Олений через остров Малый Олений.
В 1995 году в составе корабельной ударной группы малых ракетных кораблей вместе с МРК «Туча»  завоевал приз Главнокомандующего ВМФ «По лучшей ракетной подготовке надводного корабля».
С 24 июля по 17 августа 1999 года участвовал в водно-спортивном празднике в честь Дня ВМФ в Северодвинске и Архангельске.
Под командованием Александра Раковского вместе с МРК «Айсберг» участвовал в стратегических КШУ «Запад-99»
В 2001 году в составе экспедиции особого назначения охранял места гибели АПЛ «Курск» , вытеснял РЗК «Марьята» ВМС Норвегии.
В 2002 и 2011 годах в составе корабельной ударной группы малых ракетных кораблей вместе с МРК «Айсберг» завоевал приз Главнокомандующего ВМФ «По лучшей ракетной подготовке НК».
По итогам 1995, 2011 и 2012 годов признавался лучшим надводным кораблём по ПВО на СФ.
С 14 февраля 2005 года над кораблём шефствует ОАО НПО «Промавтоматика» (г. Краснодар).
С 1988 по 2012 год корабль выполнил 65 пусков КР и свыше 100 пусков ЗУР.
С 23 февраля 2013 года в связи с реорганизацией в 2012 году соединения, получившего почётное наименование «Гвардейская Печенгская Кразнознамённая бригада кораблей охраны водного района», МРК «Рассвет» торжественно в составе бригады принят в Гвардию, на корабле поднят Гвардейский Военно-морской флаг.
2015 год, октябрь, провёл зенитные ракетные стрельбы в акватории Баренцева моря.
2016 год, 31 июля, принимал участие в морском параде посвящённом дню ВМФ.
2022 год, 31 июля, принял участие в ГВМП в честь дня ВМФ в г. Североморск.
2024 год, март, в составе тактической группы Кольской флотилии провел комплекс артиллерийских стрельб. 
2024 год, сентябрь, в рамках командно-штабных учений «Океан-2024» выполнил пуск ракет-мишеней «Саман».

## Известные бортовые номера
- 524
- 512
- 534
- 520

## Командиры корабля
- 1988—1990 — капитан 3 ранга Баев С. И.
- 1990—1992 — капитан 3 ранга Лидинчук В. А.
- 1992—1996 — капитан 3 ранга Акимов В. Ю.
- 1996—1998 — капитан-лейтенант Сахацкий С. Г.
- 1998—1999 — капитан-лейтенант Раковский А. В.
- 1999—2003 — капитан-лейтенант  Варик А. Р.
- 2003—2007 — капитан 3 ранга Говера В. А.
- 2007—2008 — капитан 3 ранга Семенов О. В.
- 2008-2010 — гвардии капитан 3 ранга Капранчиков А. Н.
- 2010—2013 — гвардии капитан 3 ранга Мажник С. Л.
- 2013—2017 — гвардии капитан 3 ранга Симонов С. В.
- 2017—2021 — гвардии капитан 3 ранга Товкач П. В.
- 2021-2022 - гвардии капитан 3 ранга Данилов Н. С.
- 2022-н.в.- гвардии капитан 3 ранга Ющенко Е. В.